# Шуменци
 Тази статия е за жителите на Шумен.  За селото в Силистренско вижте Шуменци (село).  
Шуменци са жителите на град Шумен, България. Това е списък на по-известните ред тях:

## Родени в Шумен

### Преди XX век
- Маринчо Бенли (1809 – 1875), общественик и дарител;
- Нанчо Попович (1818 – 1883), общественик и дарител;
- Димитър Върбанов, български революционер от ВМОРО, четник на Евстатий Шкорнов[1]
- Добри Войников (1833 – 1878), писател и просветител;
- Васил Друмев (1841 – 1901), писател, духовник и политик;
- Харалан Ангелов (1845 – 1904), просветен деец и поет;
- Никола Стойчев (1845 – 1899), политик и дипломат;
- Ангел Пюскюлиев (1848 – 1935), бивш кмет на Варна
- Панайот Волов (1850 – 1876), революционер, един от главните дейци на Априлското въстание 1876 г.;
- Анастас Стоянов (1854 – 1930), учител и музикант, диригент и композтор
- Христо Попов (1858 – 1951), офицер и политик
- Стоян Данев (1858 – 1949), политик;
- Янко Сакъзов (1860 – 1941), политик;
- Христо Тодоров (1860 – 1927), политик;
- Рачо Петров (1861 – 1942), офицер и политик;
- Сава Савов (1864 – 1940), офицер;
- Константин Каварналиев (1866 – 1913), полковник, герой от Междусъюзническата война, посмъртно произведен в звание генерал-майор;
- Костаки Дюкмеджиев (1810 - 1904), български предприемач и общественик
- Иван Бацаров (1866 – 1951), генерал;
- Иван Карамихайлов (1866 – 1962), лекар;
- Жеко Спиридонов (1867 – 1945), скулптор;
- Жечо Павлов (1883 - ?), български революционер от ВМОРО, четник на Евстатий Шкорнов[2]
- Иван Русев (1872 – 1945), офицер и политик;
- Елена Карамихайлова (1875 – 1961), художничка;
- Никола Михайлов (1876 – 1960), художник;
- Васил Коларов (1877 – 1950), политик;
- Велико Дюкмеджиев (1877 – ?), учител и музикант;
- Ахмет Фикри Тюзер (1878 – 1942), турски политик;
- Александър Буйнов (1879 – 1924), революционер
- Кирил Попов (1880 – 1966), математик;
- Методи Попов (1881 – 1954), биолог;
- Стилиян Чилингиров (1881 – 1962), писател;
- Боян Пенев (1882 – 1927), литературен критик и историк, професор в Софийския университет;
- Христо Герчев (1883 – 1966), публицист и общественик;
- Николай Николаев (1887 – 1961), политик;
- Асен Байчев, македоно-одрински опълченец, 24-годишен, инженер, 2 рота на Лозенградската партизанска дружина, 15 щипска дружина[3]
- Андрей Стоянов (1890 – 1969), музикант и преподавател;
- Стоил Стоилов (1893 – 1944), режисьор, актьор и театрален деец.
- Йордан Кулев, български революционер от ВМОРО, четник на Лазар Димов[4]
- Васил Калдъръмов, български революционер от ВМОРО, четник на Панчо Константинов[5]

### От XX век
- Веселин Стоянов (1902 – 1969), композитор;
- Иван Дочев (1906 – 2005), политик и общественик;
- Николай Шмиргела (1911 – 1999), скулптор и художник;
- Васил Стефанов (1913 – 1991), музикант – симфоничен диригент и педагог, професор;
- Людмила Славова (1913 – 1948), политик;
- Иван Пейчев (1916 – 1976), поет;
- Иван Радев (1921 – 2009), художник – пространствено оформление, изготвил оформлението около НДК, колекционер;
- Здравко Петров (1928 – 2000), литературен критик;
- Тончо Жечев (1929 – 2000), писател, литературен критик, професор;
- Герчо Атанасов (р. 1931), писател;
- Венета Вичева (1931 – 2013), музикант – хоров диригент и педагог, дългогодишен главен диригент на Хор „Родни Звуци“, създател на детски хор „Бодра песен“, професор;
- Хачо Бояджиев (1932 – 2012), режисьор;
- Тодор Колев (1939 – 2013), актьор, комик, певец, музикант и шоумен;
- Мустафа Чаушев (р. 1943), поп-певец, почетен гражданин на Шумен и удостоен с почетния Златен знак на Община Шумен от 2003 г.[6]
- Антраник Арабаджиян – Астор (1943 – 2022), илюзионист;
- Димитър Бояджиев (р. 1945), композитор – аранжор;
- Ивайло Савов (р. 1955), журналист;
- Николай Свинаров (р. 1958), политик;
- Данчо Данчев (р. 1971), автомобилен състезател;
- Тони Стораро (р. 1976), певец.
- Николай Гундеров (р. 1974), режисьор;
- Бесте Сабри (р. 1995), журналист и тв водеща
- Изабел Овчарова - Изи (р. 2000), влогър, писател

## Починали в Шумен
- Тодор Икономов (1835-1892), политик;
- Харалан Ангелов (1845-1904), просветен деец и поет;
- Христо Тодоров (1860-1927), политик;
- Иван Дочев (1906-2005), политик и общественик;
- Тотю Тотев (1930-2015), археолог и богослов, професор;

## Други личности, свързани с Шумен
- Лайош Кошут (1802-1894), унгарски революционер и бележит политик, изгнаник в града през 1850;
- Сава Доброплодни (1820-1894), писател и педагог;
- Михай Шафран (1824-1905), музикант и диригент;
- Илия Р. Блъсков (1839-1913), писател и педагог;
- Васил Стоянов (1839-1910), филолог, учи в града през 1849-1856;
- Димитър Благоев („Дядото") (1856-1924) - български политик и философ, основател на организираното социалистическо движение в България и на първата социалдемократическа партия на Балканския полуостров.
- Панчо Владигеров (1899-1978), композитор и педагог;
- Вера Антонова (1917-2002), археолог и музеен деец, проучвател на Шуменска крепост, ст.н. с.
- Желю Желев (1935-2015), философ, политик, бивш президент на България;
- Христина Ангелакова (р. 1944), оперна певица и педагог;
- Валентин Кулев (р. 1949), художник, доцент;
- Максим Бехар (р. 1955), български бизнесмен, дипломат, бивш журналист, PR експерт;
- Антон Станков (р. 1966), политик, съдия в града през 1991-1994;
- Галина Генчева (Галена) (р.1985), попфолк певица, учила в Музикалното училище в града;